# Marcos Cabrera
Marcos Cabrera fue un escultor español del siglo XVI. Su obra más conocida es el Cristo de la Expiración de la Hermandad de El Museo (Sevilla), realizado en el año 1575. Se conocen pocos datos sobre su vida, se sabe que estuvo casado en 2 ocasiones, con María Quintanilla el 28 de enero de 1565 y más tarde con Justa Velázquez. En la década de 1580 se trasladó a América, se cree que permaneció en México hasta 1583, año en que probablemente retornó a España.

## Obra
- Escultura de Nuestro Padre Jesús Nazareno de la Iglesia de San Bartolomé de Utrera (Sevilla), realizada en 1597.
- Cristo de la Expiración de la Hermandad de El Museo, realizado en el año 1575.
- Copia del busto del rey don Pedro I el Cruel colocado actualmente en una hornacina en la calle Cabeza del Rey don Pedro (Sevilla). La escultura original se encuentra en el patio principal de la Casa de Pilatos, en Sevilla.

## Atribuciones
- Santísimo Cristo de las Tres Caídas de la Hermandad de la Esperanza de Triana (Sevilla).